# 百旺镇
百旺乡，是中华人民共和国广西壮族自治区河池市都安瑶族自治县下辖的一个乡镇级行政单位。

## 行政区划
百旺乡下辖以下地区：
庭律村、琳琅村、百旺村、板定村、妙田村、龙燕村、精华村、八甫村、仁合村和崇文村。